# Leopold Firlefijn
Leopold Firlefijn (-1910) was een Belgisch edelsmid en geelgieter gespecialiseerd in liturgisch vaatwerk.
Firlefijns oeuvre kende zijn grootste productie in Sint-Denijs-Westrem tijdens de neogotische periode. Bekend zijn een paar altaarretabels in de abdijen van Dendermonde en Kortrijk.

## Bekende werken
- Relikeschrijn St-Cornelius, Mariakerke.
- Reliekschrijn St-Jacobus, Kapellen. 1886